# James Clerk Maxwell Telescope
Il telescopio James Clerk Maxwell (JCMT) è un telescopio submillimetrico situato all'Osservatorio di Mauna Kea (Hawaii), a 4.092 m s.l.m.. Si tratta del più grande telescopio dedicato specificatamente a operare alle lunghezze d'onda submillimetriche dello spettro. Il telescopio fa parte di un progetto cooperativo tra Gran Bretagna, Canada e Paesi Bassi per lo studio del sistema solare, della polvere e del gas interstellare e di galassie lontane. Il telescopio è reso operativo dal Joint Astronomy Centre (JAC) di Hilo, alle Hawaii.

## Caratteristiche
Il telescopio vide la sua prima luce nel 1987, ed è costituito da un'antenna parabolica del diametro di 15 m, costituita da 276 pannelli individuali rivestiti di una sottile pellicola di alluminio.
Dopo la sua costruzione, è stato migliorato con l'aggiunta di un fotometro e dello strumento SCUBA, un sensore submillimetrico che analizza la radiazione dal lontano infrarosso alle microonde, sostituito poi nel 2011 da un modello più evoluto, SCUBA2.
Tra le altre scoperte, ha individuato un disco circumstellare attorno a Epsilon Eridani e sistemi planetari in formazione come attorno a Vega e Fomalhaut.
Nel 2019, nell'ambito della Transient Survey team, un'indagine quinquennale di monitoraggio della Via Lattea, è stato osservato un brillamento stellare 10 miliardi di volte più intenso di quelli che avvengono sul Sole, localizzato nella regione della nebulosa di Orione.